# Balanserad kabel

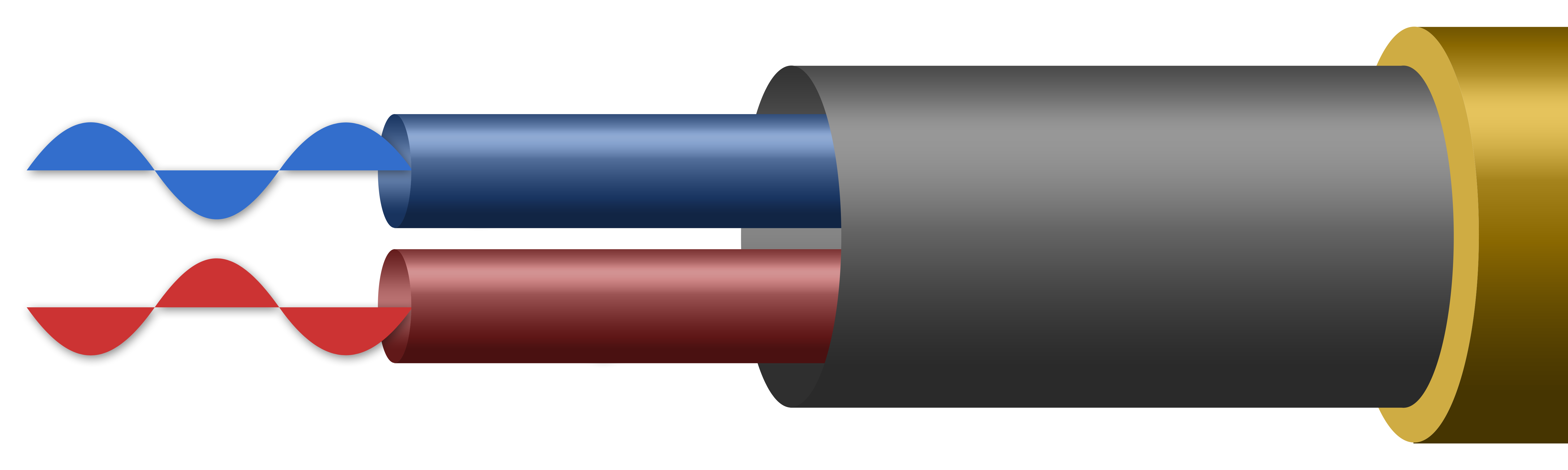
Insidan av en balanserad kabel. Ledarna är nästan alltid tvinnade runt varandra, vilket inte framgår av bilden. Signalen i en av ledarna kallas "het" och den andra "kall". Runt dessa finns en skärm som reducerar instrålade störningar. Färgerna kan variera beroende på kabel.

Beteckningen balanserad kommer av metoden att balansera impedansen för ledarna i kretsen i förhållande till en referenspunkt. Normalt används för balanserad signalöverföring kabel med ett tvinnat par signalledare omgivna av en skärm. Skärmen minskar den nivå av störningar som når signalledarna. Att ledarna är tvinnade innebär att den huvudsakliga delen av inducerade elektromagnetiska störningar kommer att ge samma störning på båda signalledarna. En mottagande balanserad apparat använder bara skillnaden i spänning mellan de två signalledarna varför nästan alla instrålade elektromagnetiska störningar emimineras då de är lika på bägge signalledarna. 
Till skillnad från en balanserad anslutning har en obalanserad anslutning bara en signal och jord. Elektromagnetiska störningar som adderas till signalen elimineras inte utan går vidare. 
En obalanserad signal kan bli konverterad till en balanserad signal med en DI-box.
Balanserade anslutningar används framförallt för professionella ljudanslutningar på grund av deras överlägsna brusminskning, i vissa fall med så mycket som 80 dB, och detta är särskilt användbart när det bara skickas  några millivolt från en mikrofon längs många meter kabel till ett mixerbord. Vid konserter då mixerbordet kan befinna sig långt från mikrofoner, instrument, aktiva högtalare och/eller förstärkare och högtalare på och vid scenen användes förr analoga signaler via balanserade överföringar från och till scenen. Numera används normalt digitala signalbussar mellan scen och mixerbord. 

## Användning
Många mikrofoner arbetar vid låg spänning och vissa med hög utgångsimpedans (hi-Z), vilket gör att långa mikrofonkablar är extra mottagliga för elektromagnetisk störning. Därför är balanserade sammankopplingar vanligt förekommande. De balanserade sammankopplingarna tar bort mycket av det inducerade oljudet. Användningen av balanserade kablar har stor betydelse när det gäller längre sträckor som vid större konserter eller festivaler, då kablarna är som mest utsatta för elektromagnetiska störningar. Till mikrofoner som behöver fantomspänning (oftast 48 volt) överförs denna med plus via seriemotstånd till het och kall ledare och minus via skärm.  
Exklusiva HiFi-apparater (som ofta benämns "Hi End") är numera ofta försedda med balanserade in- respektive utgångar.  

## Kabeltyp
Eftersom de två ledarna inte ligger på exakt samma plats i kabeln, kan det uppstå skillnader i störning mellan dem. För att motverka detta är de två ledarna tvinnade kring varandra, vilket i genomsnitt ger lika mycket störningarna längs båda ledarna.  För att minska nivån på de störningar som når ledarna är de normalt omgivna av en flätad skärm. 

## Kontakter

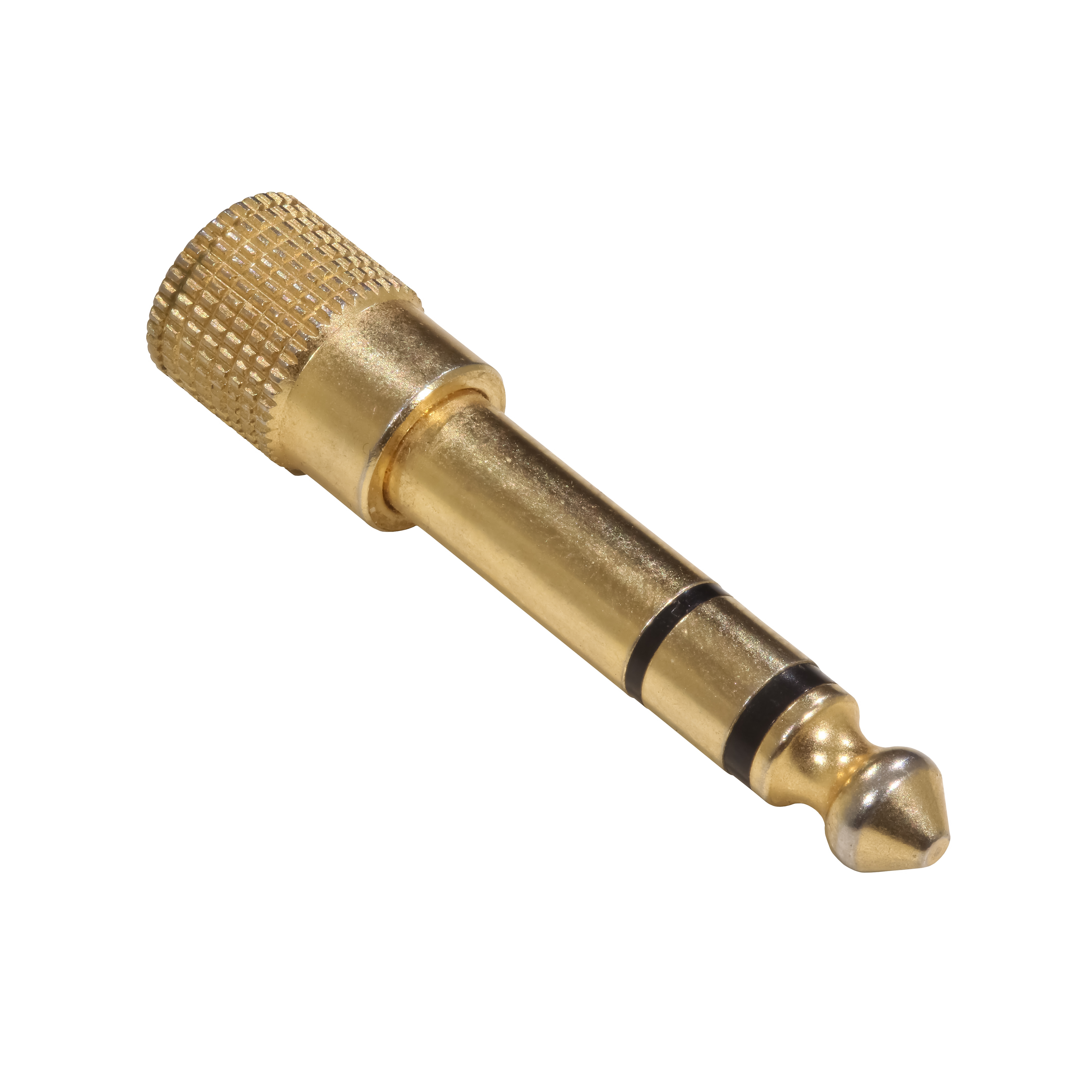
TRS Kontakt

För att en kontakt ska kunna överföra en balanserad signal krävs det att det finns två signalledare (samt normalt också en skärm) som är anslutna till kontakten, samt att både den "heta" och "kalla" ledaren är anslutna på samma sätt i båda ändarna av kabeln. 

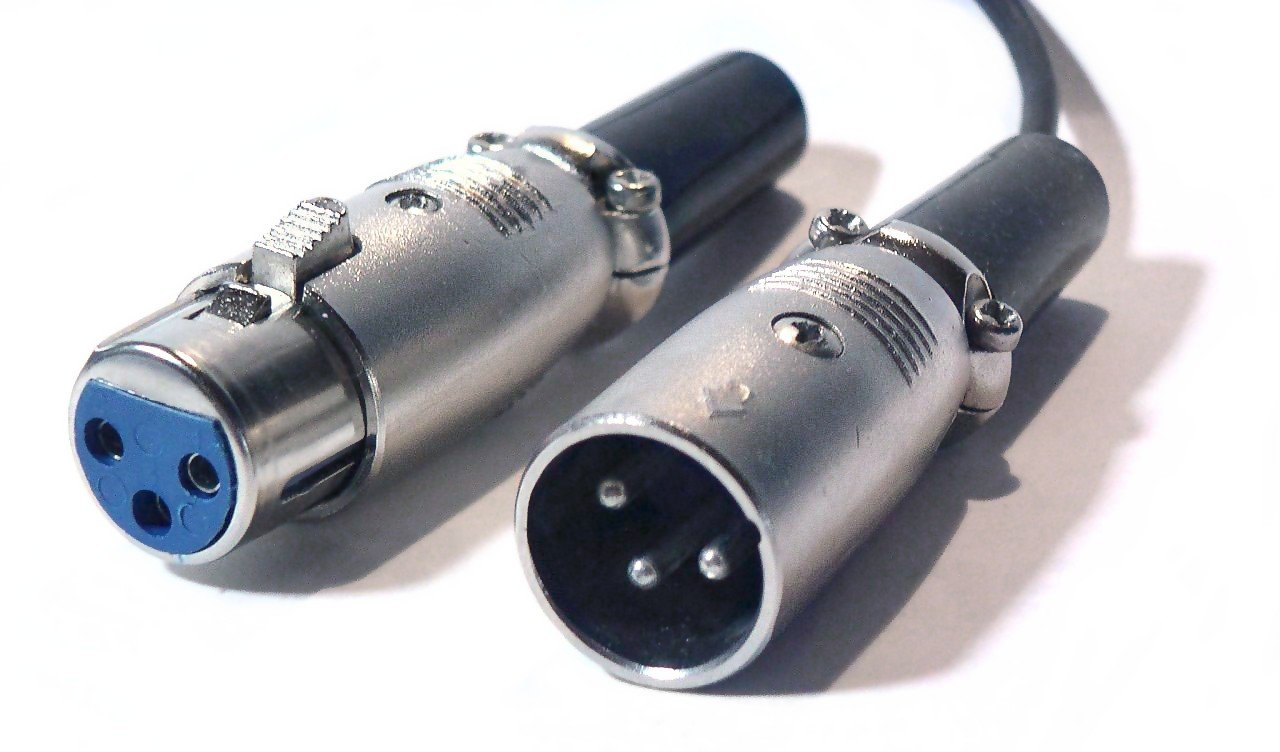
Det vanligaste balanserade kontaktdonet för professionellt ljud är XLR. Denna kontakt har tre stift (som visas i bilden)
Stift 1 skärm
Stift 2 Signal (Live eller 'het')
Stift 3 Signal (Retur eller 'kall')

Exempel på balanserade kontakter:
- TRS - Tip Ring Sleeve
- XLR